# Nannochoristidae
Nannochoristidae é uma família de mecóptera com muitos traços incomuns. Os adultos se parecem com escorpiões com asas pontudas e alongadas. A maioria das larvas de mecópteros é eruciforme, ou tem a forma de lagartas, já as larvas nannochoristidae são elateriformes. São também os únicos Mecoptera inteiramente aquáticos. O padrão de venação das asas sugere um relacionamento próximo aos dípteras. As larvas são únicas entre as larvas de insetos holometábolos, pois possuem olhos compostos, enquanto todas as outras larvas de insetos possuem estemas. A presença de olhos compostos em larvas nannochoristidas sugere que a expressão de características adultas pode ter se iniciado mais cedo no desenvolvimento, o que tem implicações importantes para o desenvolvimento evolutivo de insetos. Dada a sua distribuição atual, sugere-se que sua provável origem é gonduense.
Possui dois gêneros.
- Microchorista com apenas uma espécie descrita, Microchorista philpotti, encontrada na Nova Zelândia.  O gênero foi descrito pela primeira vez em 1917 por Tillyard e era conhecido como Choristella e a espécie como Choristella philpotti, foi só em 1974 que passaram a ser descritas como Microchorista por Byers.
- O gênero Nannochorista foi descrito em 1917, também por Tillyard e conta com cerca de 6 espécies, sendo que algumas delas  podem ser encontradas na Tasmânia, Argentina, Chile e Austrália.[1][2]